# Gaspare Messina
Gaspare Messina (* 7. August 1879 in Sizilien; † 15. Juni 1957 in den USA) war ein italienisch-US-amerikanischer Mobster der Cosa Nostra und Begründer der Boston Crime Family, die 1932 mit der Providence Crime Family vereint und als New England Crime Family bzw. später als Patriarca-Familie bekannt wurde.

## Leben
1905 wanderte Messina mit seiner Frau Francesca (Reggio) Messina, seinem Bruder Phillip und dessen Frau Giovanna aus Sizilien aus 
und ging nach Brooklyn (New York). Phillip jedoch trennte sich später von seiner Familie. 
Einige Jahre nach ihrer Ankunft in New York zogen Gaspare, Francesca und Phillips Frau Giovanna nach Boston (Massachusetts). 
Gaspare und Francesca hatte drei Söhne: Salvatore, Luciano und Vito und auch eine Tochter namens Gasparina. Giovanna nannte ihren Sohn ebenfalls Luciano. 
1916 gründete Messina die Boston Crime Family, doch trat er 1924 von seinem Amt zurück und ging in den Ruhestand. 
Filippo Buccola übernahm das Amt als neues Oberhaupt der Boston-Fraktion und vereinigte seine Familie mit der Providence-Fraktion, wodurch die New England Crime Family entstand.
Gaspare Messina starb am 15. Juni 1957 eines natürlichen Todes in Somerville (Massachusetts). 